# Scott Duncan
Adam Scott Mathieson Duncan (2 tháng 11 năm 1888 - 3 tháng 10 năm 1976) là một cầu thủ và huấn luyện viên bóng đá người Scotland.

## Sự nghiệp

### Sự nghiệp thi đấu
Sinh ra ở Dumbarton, Duncan làm thư ký luật khi gia nhập câu lạc bộ quê nhà Dumbarton vào năm 1906. Ông chuyển đến Newcastle United vào tháng 3 năm 1908 với mức phí 200 bảng. Ông đã ghi bàn 12 lần trong 81 trận đấu cho Maggie và là thành viên của đội vô địch Football League 1908-09.
Tháng 5 năm 1913, ông trở lại Scotland, chuyển đến Rangers với mức phí 750 bảng. Ông vẫn ở cùng với Rangers trong Thế chiến I, trong đó ông là người hướng dẫn báo hiệu trong Pháo binh dã chiến Hoàng gia. Ông cũng chơi hai trận thời chiến cho Celtic. Năm 1918, ông tái gia nhập Dumbarton và trong mùa giải gần 1920 đã ký hợp đồng với Cowdenbeath. Năm 1922, ông tái gia nhập Dumbarton lần thứ ba, nhưng đã nghỉ hưu vào cuối mùa giải 1922-23.

### Sự nghiệp quản lý và huấn luyện
Duncan được bổ nhiệm làm thư ký - quản lý của Hamilton Academical vào mùa hè năm 1923. Ông rời đi vào tháng 10 năm 1925 để tiếp quản chức thư ký - quản lý của Cowdenbeath và có bảy năm thành công tại câu lạc bộ, giữ họ ở giải hạng nhất Scotlandtrong suốt thời gian ở sạc điện.
Vào tháng 6 năm 1932, ông được bổ nhiệm làm thư ký-quản lý của Manchester United. Mặc dù chi rất nhiều tiền cho các cầu thủ, United gần như đã xuống hạng Ba trong mùa giải 1933. Tuy nhiên, Duncan đã xoay chuyển mọi thứ và dẫn dắt United đến chức vô địch giải hạng hai trong mùa giải 1935. Tuy nhiên, họ đã xuống hạng mùa giải tiếp theo và vào tháng 11 năm 1937, ông đã từ chức để trở thành người quản lý của Thị trấn Ipswich, lúc đó là một đội bóng của Southern League.
Vào cuối mùa giải 1938-39, đội bóng bầu dục đã được bầu chọn vào Football League mặc dù đứng thứ ba tại Southern League. Duncan vẫn ở lại với Ipswich Town với tư cách là người quản lý trong 18 năm, giành được danh hiệu Giải hạng ba (miền Nam) trong mùa giải 1953-54. Tuy nhiên, Town đã xuống hạng mùa giải tiếp theo và Duncan đã từ chức HLV trong mùa giải tháng 8 năm 1955 khi Alf Ramsey tiếp quản. Ông vẫn là thư ký trong ba năm nữa.
Anh ấy đã được vinh danh với một trận đấu chứng thực vào cuối mùa giải 1957 -58 với trận đấu với Norwich City tại Portman Road, mà Ipswich đã giành chiến thắng 3-1.
Ông trở về sống ở Scotland khi nghỉ hưu cho đến khi qua đời năm 1976, ở tuổi 87.

## Danh hiệu

### Với tư cách cầu thủ
Câu lạc bộ bóng đá Newcastle United
- Phân khu thứ nhất: 1908 mật09
- Khiên từ thiện FA: 1909

### Với tư cách huấn luyện viên
Manchester United
- Sư đoàn thứ hai: 1935 Vang36

Thị trấn Ipswich
- Sư đoàn ba miền Nam: 1953 trận54

## Thống kê quản lý
| Đội               | Tự nhiên | Từ                | Đến               | Ghi lại | Ghi lại | Ghi lại | Ghi lại | Ghi lại     |
| Đội               | Tự nhiên | Từ                | Đến               | G       | W       | L       | D       | Thắng lợi % |
| ----------------- | -------- | ----------------- | ----------------- | ------- | ------- | ------- | ------- | ----------- |
| Học viện Hamilton |          | 1923              | Tháng 10 năm 1925 |         |         |         |         |             |
| Bò                |          | Tháng 10 năm 1925 | Tháng 6 năm 1932  |         |         |         |         |             |
| Manchester United |          | Tháng 6 năm 1932  | Tháng 11 năm 1937 | 223     | 88      | 85      | 50      | 39,5        |
| Thị trấn Ipswich  |          | Tháng 11 năm 1937 | Tháng 8 năm 1955  | 477     | 199     | 179     | 107     | 41,7        |